# Gloster Javelin
Глостер «Джевлин» (англ. Gloster Javelin [’dʒævlɪn] «Копьё») — британский всепогодный перехватчик. Совершил первый полёт 26 ноября 1951 года, состоял на вооружении в 1956—1968 годах. Всего построено около 430 самолётов.
«Джевлин» был последним самолётом фирмы Глостер эйркрафт (англ. Gloster Aircraft Company), создавшей первый серийный реактивный самолёт.

## Конструкция
Двухдвигательный среднеплан с дельтавидным крылом и Т-образным оперением.
Два пилота.

## Тактико-технические характеристики

### Технические характеристики
- Экипаж: 2 человека
- Длина: 17,15 м
- Размах крыла: 15,85 м
- Высота: 4,88 м
- Площадь крыла: 86 м²
- Масса пустого: 10 886 кг
- Масса снаряжённого: 14 325 кг
- Масса максимальная взлётная: 19 580 кг
- Двигатель: Армстронг-Сиддли «Сапфир» 7R (2×54 кН)

### Лётные характеристики
- Максимальная скорость у земли: 1140 км/ч
- Дальность полёта: 1530 км
- Практический потолок: 15 865 м
- Скороподъёмность: 27,5 м/с (1650 м/мин)
- Удельная нагрузка на крыло: 166 кг/м²
- Тяговооружённость: 0,78

### Вооружение
- Пушки: 2×30 мм (ADEN)
- Управляемые ракеты: 4 × УР «воздух—воздух» «Файрстрик»